# Бейдер Борис Хаїмович
Бори́с Хаї́мович Бе́йдер (нар. 19 жовтня 1942) — архітектор.
Керівник «Творчої архітектурної майстерні Б. Х. Бейдера» (Санкт-Петербург).
Архітектор пам'ятника «Жертвам єврейського геноциду» («Формула скорботи»), відкритого 13 жовтня 1991 року в місті Пушкін.